# René de Ruiter
Reijer (René) de Ruiter (Putten, 26 maart 1983) is een Nederlands organist.

## Biografie

### Opleiding
De Ruiter vond als kind het orgel al een fascinerend instrument. Zijn eerste lessen kreeg hij op negenjarige leeftijd van organist A. Boumeester die hem stimuleerde om professioneel organist te gaan worden. Na Boumeester kreeg hij vervolgens les van Herman van Vliet. Tussen 2003 en 2008 Evert van de Veen die tot op heden een van zijn registranten is tijdens zijn orgelconcerten. Tot slot kreeg hij tot 2015 les van Wout van Andel. Hij volgde tevens ook een muziekopleiding aan de Schumann Akademie in Amsterdam.

### Loopbaan
De Ruiter speelde op zijn negende voor het eerst orgel tijdens een samenzang in verzorgingstehuis "Sonnevanck" in Harderwijk. In 2004 kreeg hij zijn eerste aanstelling tot organist in de hervormde dorpskerk in Voorthuizen. In datzelfde jaar werd hij organist in de Oude kerk, de Nieuwe Kerk en de Zuiderkerk in Putten. Sinds 2013 is hij ook actief als organist in de hervormde dorpskerk in Garderen.
De Ruiter brengt ook bladmuziek uit en er verscheen van hem ook een solo-CD met orgelspel op het Meere-orgel van de Grote Kerk in Epe.

## Bladmuziek
- Een Licht, zo groot, zo schoon
- Advent en Kerst
- Uren, dagen, maanden, jaren
- Nu daagt het in het oosten
- Ik kniel aan Uwe kribbe neer